# Kernel-based Virtual Machine
Kernel-based Virtual Machine (KVM) は、Linuxカーネルをハイパーバイザとして機能させるための仮想化モジュールである。Linuxカーネルのメインラインにバージョン2.6.20でマージされ、このカーネルは、2007年2月5日にリリースされた。KVMは、VTやAMD-Vなどのハードウェアの仮想化拡張を必要とする。KVMは、他のオペレーティングシステム (OS) であるFreeBSDやillumosにも、ローダブル・カーネル・モジュールの形態で移植されている。
KVMはもともとx86プロセッサ向けに設計されたが、後にS/390、PowerPC、IA-64、ARM向けにも移植されている。
KVMは、Linux、BSD、Solaris、Windows、Haiku、ReactOS、Plan 9、AROS Research Operating System、macOSなど、非常に幅広いゲストOSに対してハードウェア支援仮想化を提供する。また、Android 2.2、GNU/Hurd（Debian K16）、Minix 3.1.2a、Solaris 10 U3、Darwin 8.0.1などのOSや上記OSの新しいバージョンでは、何らかの制限の元で動作することが知られている。
さらに、KVMでVirtIO APIを利用することで、Linux、OpenBSD、FreeBSD、NetBSD、Plan 9、WindowsのゲストOSに対して、準仮想化の機能も提供する。準仮想化対象には、準仮想イーサネットカード、ディスクI/Oコントローラー、ゲストOSの仮想記憶管理の動作を変更するバルーンデバイス (balloon device)、SPICEまたはVMwareを使用したVGAグラフィックインタフェースも含まれる。

## 歴史
KVMの開発は、テクノロジーのスタートアップであるQumranetで、Avi Kivityにより始められた。Qumranetは、2008年レッドハットに買収された。
KVMは、Linuxカーネルのメインラインにバージョン2.6.20でマージされた。このLinuxカーネルは、2007年2月5日にリリースされた。
KVMは、Paolo Bonziniによりメンテナンスされている。

## 内部構造

KVM/QEMUによる仮想化環境の全体の概要

KVM自体はエミュレーションは全く実行しない。そのかわりに、/dev/kvmインタフェースを公開することによって、ユーザースペースのホストが以下の機能を利用できるようにする。
- ゲストVMのアドレス空間のセットアップ。ホストは、ゲストがメインOS内にブートストラップするために利用するファームウェアイメージ（通常、PCをエミュレートする時のカスタムBIOSである）も提供する必要がある。
- ゲストのシミュレートされたI/Oをフィード。
- ゲストのビデオディスプレイをシステムホストにマッピング。

Linuxでは、QEMUのバージョン0.10.1以降がユーザー空間のホストの1例である。QEMUは、ゲストをネイティブに近い速度で仮想化できる場合にはKVMを使うが、そうでない場合には、ソフトウェアのみのエミュレーションにフォールバックする。
内部では、KVMは、16ビットx86BIOSのオープンソース実装としてSeaBIOSを利用している。

## エミュレート対象ハードウェア
| 種別                            | デバイス                                                                                            |
| ------------------------------- | --------------------------------------------------------------------------------------------------- |
| ビデオカード                    | Cirrus CLGD 5446 PCI VGAカード、Bochs VESA拡張を利用したダミーVGAカード、VirtIO、QXL VGA            |
| PCI                             | I440FX or Q35                                                                                       |
| 入力デバイス                    | PS/2マウスおよびキーボード                                                                          |
| サウンドカード                  | Sound Blaster 16、ENSONIQ AudioPCI ES1370 AC97、Gravis Ultrasound GF1、CS4231A compatible、HD Audio |
| イーサネット ネットワークカード | AMD Am79C970A（Am7990）、E1000（Intel 82540EM, 82573L, 82544GC）、NE2000、Realtek RTL8139、VirtIO   |
| ウォッチドッグタイマー          | Intel 6300ESBまたはIB700                                                                            |
| RAM                             | 50 MB - 32 TB                                                                                       |
| CPU                             | 1 – 160 CPU                                                                                         |

## グラフィカルな管理ツール

libvirtはKVMをサポートしている

- Kimchi（英語版） –  ウェブベースのKVM仮想化管理ツール。
- Virtual Machine Manager –  はKVMベースの仮想マシンの作成、編集、スタート、ストップに対応している。また、ホスト間でドラッグ・アンド・ドロップによるVMのライブまたはコールドマイグレーションもできる。
- Proxmox Virtual Environment –  KVMとLXCを含むオープンソースの仮想化管理パッケージ。ベアメタルのインストーラ、ウェブベースのリモート管理GUI、HAクラスタースタック、統合ストレージ (unified storage)、柔軟なネットワーク管理 (flexible network)、オプションの商用サポートがある。
- OpenQRM（英語版） –  ヘテロジニアスなデータセンターのインフラストラクチャーを管理するための管理プラットフォーム。
- GNOME Boxes –  Linux上のlibvirtのゲストを管理するためのGNOMEインタフェース。
- oVirt（英語版） –  libvirtを基盤に構築された、KVMのためのオープンソースの仮想化管理ツール。

## ライセンス
KVMの各部品は、以下のように様々なGNUライセンスでライセンスされている。
- KVM カーネルモジュール: GPL v2
- KVM ユーザモジュール: LGPL v2
- QEMU 仮想CPUコアライブラリ (libqemu.a) とQEMU PCシステムエミュレータ: LGPL
- LinuxユーザモードQEMUエミュレータ: GPL
- BIOSファイル (bios.bin, vgabios.bin, vgabios-cirrus.bin) : LGPL v2以降